# リチャード・トンプソン (陸上選手)
リチャード・トンプソン（Richard "Torpedo" Thompson、1985年6月7日 - ）は、トリニダード・トバゴの陸上競技選手。2008年北京オリンピックの銀メダリストで、100mのトリニダード・トバゴ記録保持者である。

## 経歴
トンプソンは、トリニダード・トバゴのカスケード出身。100mを専門とする選手で、ルイジアナ州立大学でも活躍。2008年の全米大学選手権100mのチャンピオンである。
トンプソンは2007年に大阪で開催された世界選手権に出場。しかし、2次予選で8人中8位という結果に終わった。トンプソンの2007年までの100mの自己ベストは10秒09であった。
トンプソンは、2008年北京オリンピックの100mに出場し、2次予選では、同じ組の優勝候補アメリカのタイソン・ゲイを押さえ9秒99の1位で準決勝進出。準決勝では、今度は9秒93の自己ベストで、ジャマイカのアサファ・パウエルに次いで2位（全体では3位）で決勝進出を決めた。そして、決勝では5レーンを走り、世界新記録で圧勝したジャマイカのウサイン・ボルトに大きく離されたものの(0秒20差)、9秒89と自己ベストをさらに更新。トリニダード・トバゴにとっては、2000年シドニーオリンピックのアト・ボルドン以来の男子100m銀メダルとなった。
トンプソンは、さらに、4×100mリレーにも出場。予選では、アメリカ、イギリスなど強豪国がバトンのミスで失格する中、38秒26の予選トップで決勝進出。キーストン・ブレドマン、マルク・バーンズ、エマヌエル・カランダーとともに挑んだ決勝ではアンカーを務め、3位でバトンを受け継いだトンプソンは、2位の日本の朝原宣治を抜き38秒06でゴールし、銀メダルを獲得。その後、このレースで金メダルを獲得していたジャマイカチームのネスタ・カーターのドーピングの検体の再検査で禁止薬物の陽性反応を示したため、2017年に2位以下のチームは繰り上げとなり金メダルとなった。トリニダード・トバゴのトラックのリレー種目としては1964年東京オリンピックの4×400mリレーの銅メダル以来のメダルとなった。
2011年8月13日、トリニダード・トバゴ選手権の100mにて9秒85(+1.0 m/s)を記録し、アト・ボルドンの持っていた9秒86のトリニダード・トバゴ記録を更新した。
2014年6月21日、トリニダード・トバゴ選手権の100mにて9秒82(+1.7 m/s)を記録し、自身の持つトリニダード・トバゴ記録を0秒03更新した。これは当時世界歴代9位の記録であった。

## 自己ベスト
- 60m - 6秒51 (2008年3月14日)
- 100m - 9秒82 (2014年6月21日)
- 200m - 20秒18 (2008年5月30日)

## 主な実績
| 年   | 大会                     | 場所                       | 種目         | 結果      | 記録   | 備考             |
| ---- | ------------------------ | -------------------------- | ------------ | --------- | ------ | ---------------- |
| 2007 | 世界陸上選手権           | 大阪(日本)                 | 100m         | 8位（qf） | 10秒44 |                  |
| 2008 | オリンピック             | 北京(中華人民共和国)       | 100m         | 2位       | 9秒89  |                  |
| 2008 | オリンピック             | 北京(中華人民共和国)       | 4×100mリレー | 1位       | 38秒06 |                  |
| 2009 | 世界陸上選手権           | ベルリン(ドイツ)           | 100m         | 5位       | 9秒93  |                  |
| 2009 | 世界陸上選手権           | ベルリン(ドイツ)           | 4×100mリレー | 2位       | 37秒62 |                  |
| 2011 | 世界陸上選手権           | 大邱(韓国)                 | 100m         | 3位（sf） | 10秒20 |                  |
| 2011 | 世界陸上選手権           | 大邱(韓国)                 | 4×100mリレー | 6位       | 39秒01 |                  |
| 2012 | オリンピック             | ロンドン(イギリス)         | 100m         | 6位       | 9秒98  |                  |
| 2012 | オリンピック             | ロンドン(イギリス)         | 4×100mリレー | 2位       | 38秒12 |                  |
| 2013 | 世界陸上選手権           | モスクワ(ロシア)           | 100m         | 5位（sf） | 10秒19 |                  |
| 2013 | 世界陸上選手権           | モスクワ(ロシア)           | 4×100mリレー | 7位       | 38秒57 |                  |
| 2014 | 世界リレー               | ナッソー(バハマ)           | 4×100mリレー | 2位       | 38秒04 |                  |
| 2014 | IAAFコンチネンタルカップ | マラケシュ(モロッコ)       | 100m         | 8位       | 10秒24 |                  |
| 2014 | IAAFコンチネンタルカップ | マラケシュ(モロッコ)       | 4×100mリレー | 1位       | 37秒97 | アメリカ大陸代表 |
| 2014 | IAAFダイヤモンドリーグ   | IAAFダイヤモンドリーグ     | 100m         | 年間4位   | 6pt    |                  |
| 2016 | オリンピック             | リオデジャネイロ(ブラジル) | 4×100mリレー | DQ        | ―      |                  |

- qfは2次予選、sfは準決勝